# Ищенко, Ростислав Владимирович
Ростисла́в Влади́мирович И́щенко (укр. Ростислав Володимирович Іщенко; род. 29 декабря 1965, Киев) — российский (в прошлом — украинский) политолог, пропагандист, бывший дипломат, обозреватель МИА «Россия сегодня». Некоторыми изданиями называется экспертом по «украинскому вопросу».

## Биография
Родился в Киеве, в Украинской ССР. После школы отслужил срочную службу рядовым Советской армии в Ракетных войсках стратегического назначения в Белорусской ССР.
После армии с отличием закончил исторический факультет Киевского государственного университета имени Тараса Шевченко.
С сентября 1992 года по октябрь 1994 года работал в Министерстве иностранных дел Украины. Атташе, третий секретарь (март 1993) отдела (с 1993 года — управления) политического анализа и планирования; второй секретарь (май 1994) управления ОБСЕ и Совета Европы.
Дипломатические стажировки: май — август 1993 года — университет Лидса (Великобритания); февраль — апрель 1994 года — посольство Украины в Бельгии, Нидерландах и Люксембурге (Брюссель, Бельгия).
С октября 1994 года по апрель 1998 года работал в Администрации президента Украины. Старший, главный (декабрь 1994) консультант Управления внешней политики. Член государственных делегаций Украины на переговорах в ОБСЕ (Вена, Австрия), а также в ходе визитов президента Украины в Грузию, Италию, Грецию и Финляндию.
С апреля 1998 года по декабрь 2003 года — консультант по вопросам внешней политики и связям с прессой благотворительного фонда «Содружество».
С июня 2000 по март 2002 года — редактор отдела политики газеты «Новый век» (по совместительству).
С августа 2003 года по октябрь 2006 года — вице-президент «Центра исследований корпоративных отношений».
С октября 2006 года по декабрь 2007 года — советник вице-премьер-министра Украины Дмитрия Табачника.
С января 2008 года по март 2010 года — помощник-консультант народного депутата Украины Дмитрия Табачника.
С января 2009 года — президент «Центра системного анализа и прогнозирования».
С мая 2010 года — советник министра образования и науки, молодёжи и спорта Украины.
Дипломатический ранг — первый секретарь первого класса. Пятый ранг государственного служащего.
C 2004 года активно публиковался в газетах и интернет-изданиях.
После смены власти на Украине, 1 марта 2014 года уехал в Россию.
В настоящее время является президентом «Центра системного анализа и прогнозирования». С октября 2014 года — гражданин России.
С 2014 года — колумнист интернет издания РИА Новости. Также являлся колумнистом изданий Украина.ру и RT.
C 2015 года — регулярный гость эфиров ВГТРК (радио Вести ФМ). Позже стал постоянным гостем передачи Дмитрия Куликова «Формула смысла», а также начал вести авторскую передачу «Киевский тупик» вместе с журналистом Владимиром Синельниковым (до середины 2018 года). В 2018 году стал вести авторскую передачу «Ростислав Ищенко о главном» на интернет-канале Украина.ру (МИА Россия Сегодня), а также выступать в прямом эфире в других изданиях — «Говорит Москва», «Комсомольская правда» и прочие. В этих эфирах в основном освещает проблематику современной Украины, её внешних и внутренних политических проблем. Постоянно появляется также в эфирах у других политологов и ведущих, таких как Евгений Сатановский, Армен Гаспарян, Владимир Соловьёв и других.
После начала вторжения в 2022 году заявлял о необходимости ликвидации Украины как государства и украинцев как отдельного народа

## Личная жизнь
Женат, есть сын.

## Санкции
15 января 2023 года на фоне вторжения России на Украину включён в санкционный список Украины, так как «он систематически распространяет кремлёвскую пропаганду, направленную на оправдание российской политики» и за поддержку нападения России на Украину.
17 марта 2023 года Ищенко внесён в санкционный список Латвии за «поддержку зверств, совершённых кремлёвским режимом», с запретом въезда в страну.

## Уголовное преследование на Украине
В январе 2025 года Государственное бюро расследований передало в суд дело о государственной измене в отношении Ростислава Ищенко. 